# Paraleucobryum longifolium
Paraleucobryum longifolium là một loài Rêu trong họ Dicranaceae. Loài này được (Ehrh. ex Hedw.) Loeske mô tả khoa học đầu tiên năm 1908.

## Hình ảnh

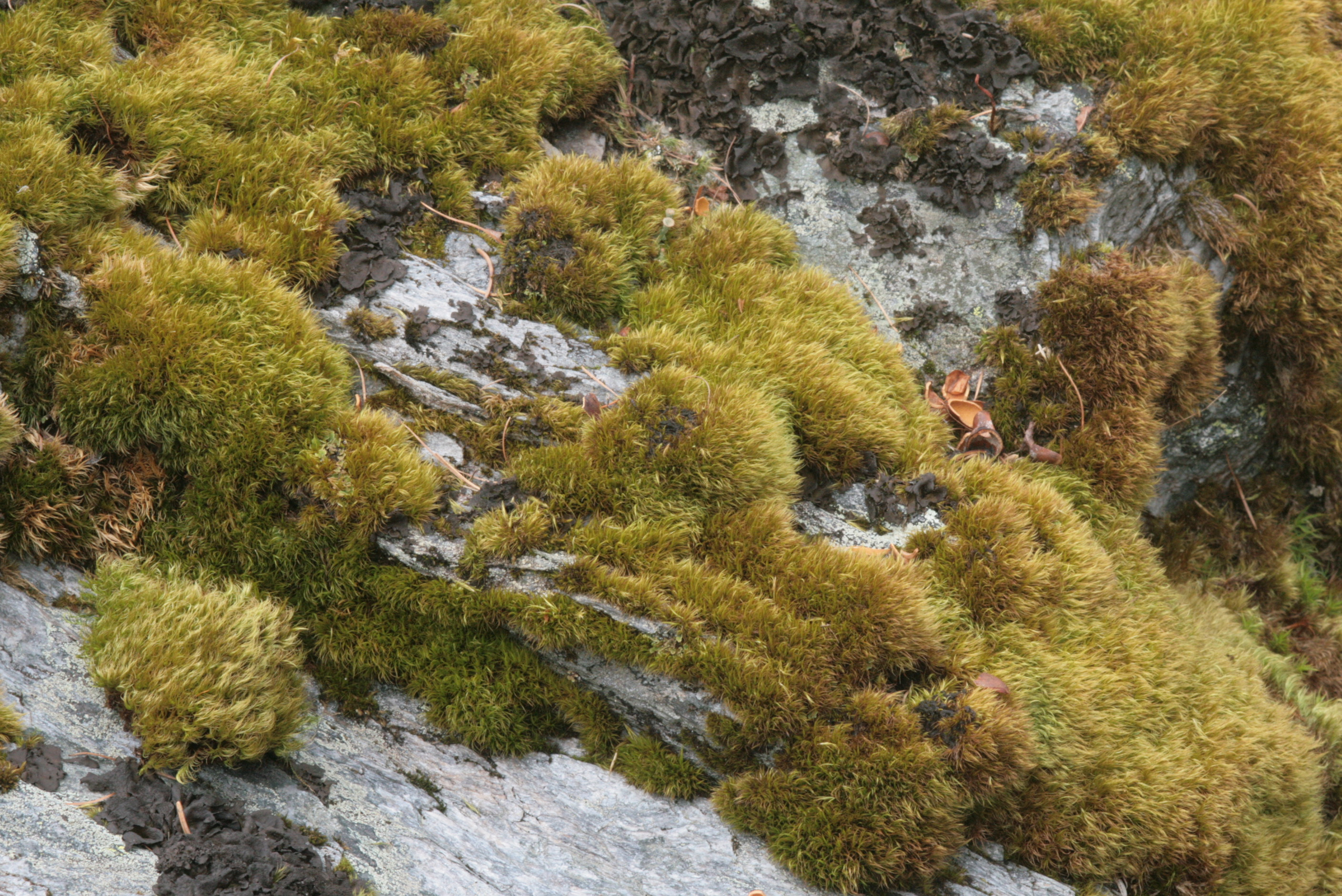
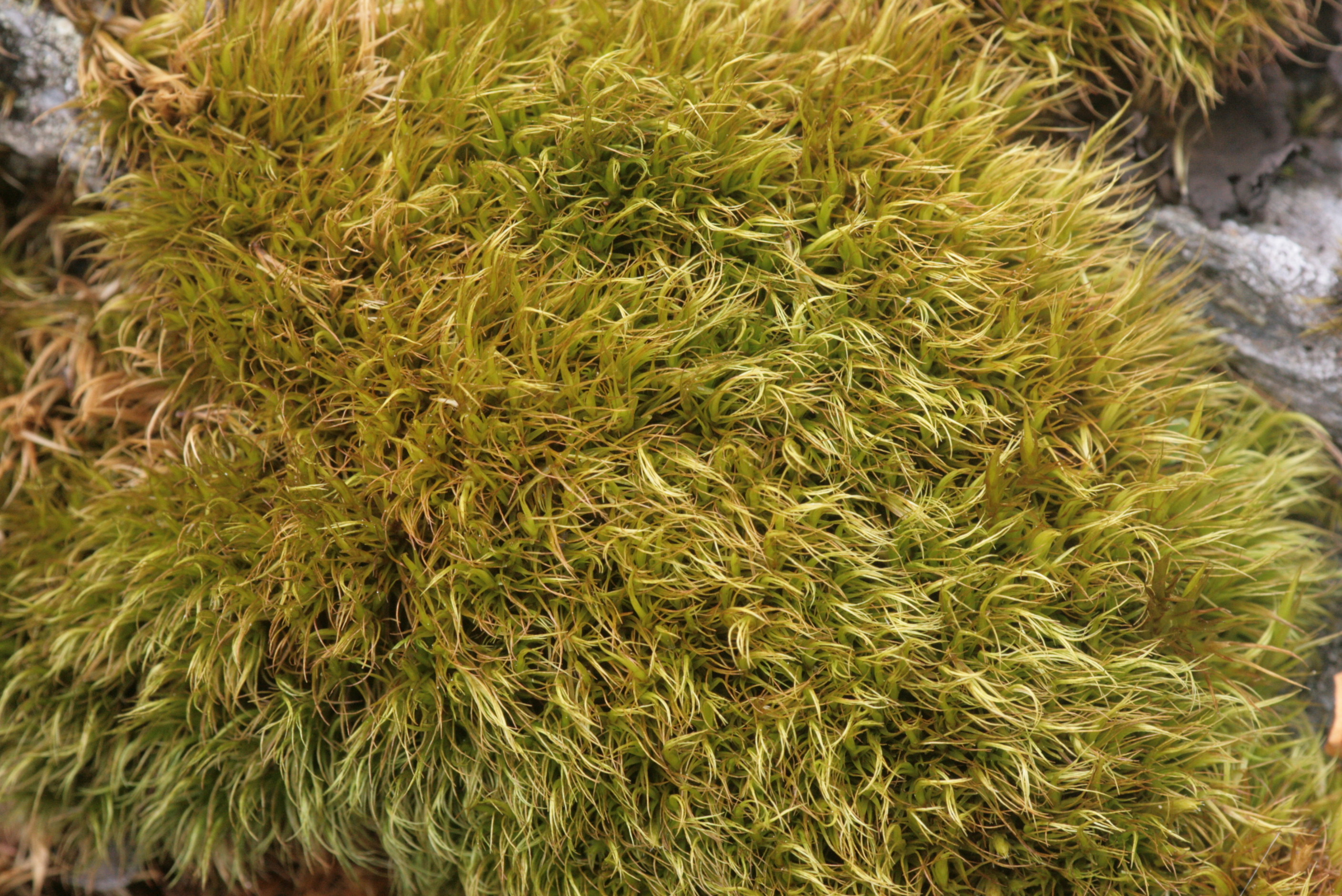